# Bulbul zahradní
Bulbul zahradní (Pycnonotus barbatus) je asi 18 cm velký pěvec z čeledi bulbulovitých (Pycnonotidae).

## Výskyt
Je stálý, žije v lesích všech typů, v křovinách, parcích a zahradách na většině území afrického kontinentu, kde vytváří množství poddruhů.

## Popis
Svrchu je zpravidla hnědo-šedý, spodinu těla má hnědo-bílou a hlavu černou, s tmavým zobákem a vztyčitelnou chocholkou. Spodní krovky ocasní jsou bílé nebo žluté, končetiny jsou vždy černého zbarvení. Obě pohlaví se přitom zbarvením nijak neliší.

## Externí odkazy

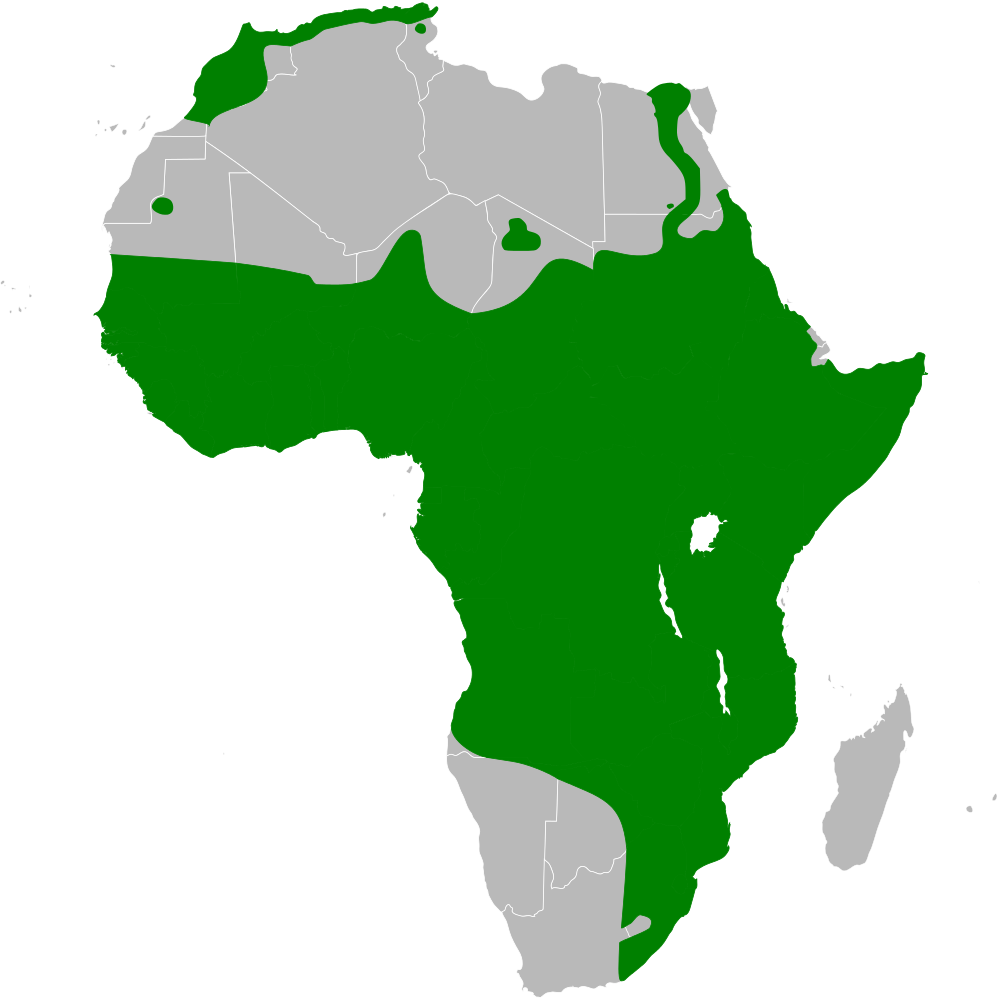
Mapa rozšíření

## Chování
Žije zpravidla v párech nebo malých hejnech. Živí se měkkými plody, nektarem a hmyzem. Miskovité hnízdo buduje ve větvích menších stromů nebo keřů. V jedné snůšce pak bývají 2-3 vejce. 

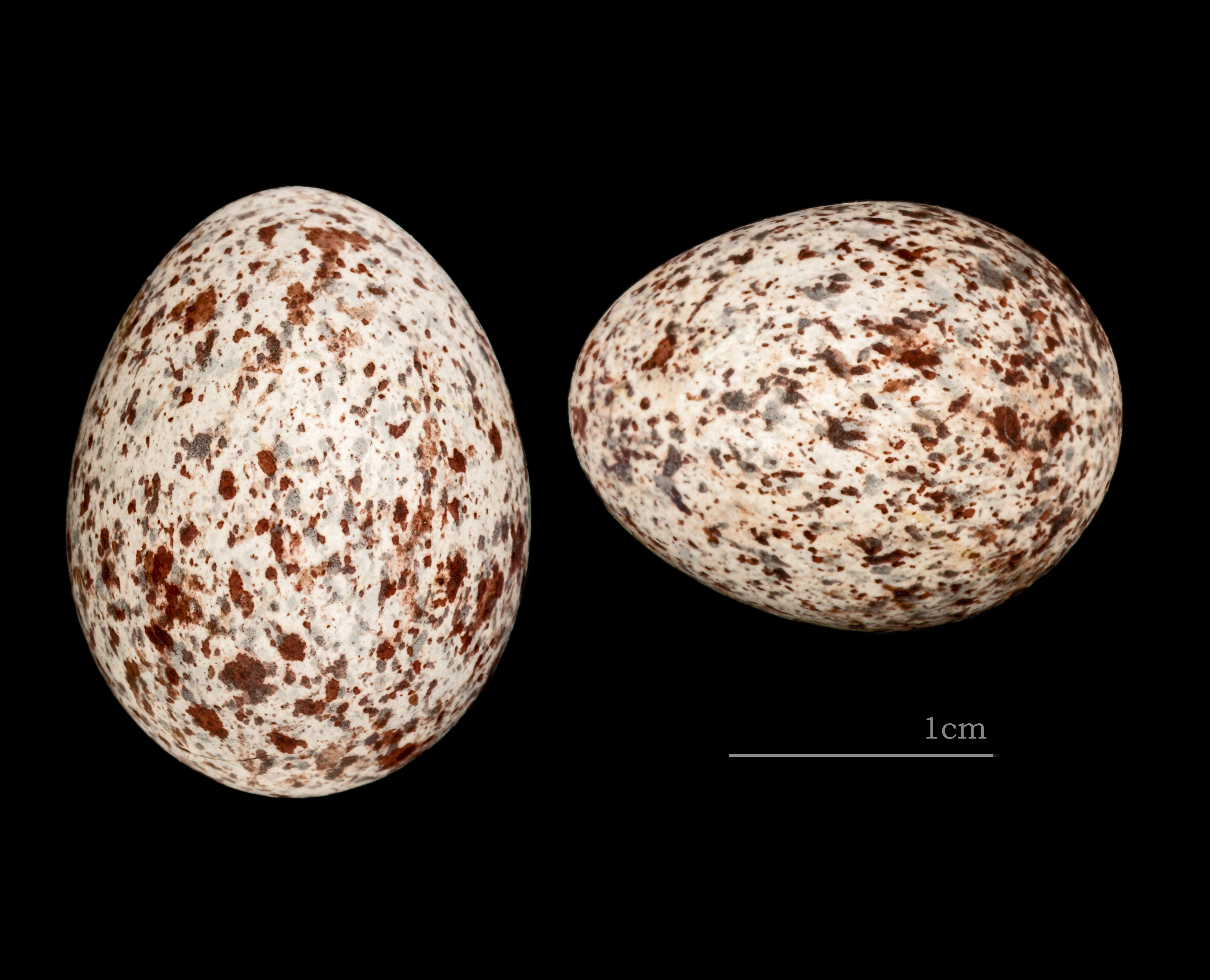
Pycnonotus barbatus barbatus